# Pegatron
Pegatron Corporation es una compañía taiwanesa de servicios de producción electrónica que produce principalmente electrónica de consumo, computación y comunicación para otras marcas, aunque también desarrolla, diseña y fabrica periféricos y componentes de hardware. Sus productos principales son ordenadores portátiles, netbook, ordenadores de sobremesa, videoconsolas, dispositivos móviles, placas base, tarjetas gráficas y televisores LCD. Pegatron se fundó en 2007 como una escisión de ASUSTeK Computer Inc. y tiene su sede en el distrito de Beitou, en Taipéi (Taiwán). La empresa ha crecido rápidamente y en el año 2015 tenía 177 950 empleados, más de la mitad en fábricas de China y el resto en Taiwán, República Checa, Estados Unidos, México y Japón.